# Макканьо
Макканьо (італ. Maccagno) — колишній муніципалітет в Італії, у регіоні Ломбардія,  провінція Варезе. З 4 лютого 2014 року Макканьо є частиною новоствореного муніципалітету Макканьо-кон-Піно-е-Веддаска.
Макканьо розташоване на відстані близько 560 км на північний захід від Рима, 75 км на північний захід від Мілана, 28 км на північ від Варезе.
Населення — 2011 осіб (2012).

## Демографія
Населення за роками:

Станом на 31 грудня 2010 року в муніципалітеті офіційно проживали 203 іноземці з 26 країн, серед них 97 громадян країн Євросоюзу та 3 громадяни України.

## Сусідні муніципалітети
- Агра
- Каннобіо
- Думенца
- Луїно
- Піно-сулла-Спонда-дель-Лаго-Маджоре
- Тронцано-Лаго-Маджоре
- Веддаска